# Cheppad
Cheppad es una ciudad censal situada en el distrito de Alappuzha en el estado de Kerala (India). Su población es de 20052 habitantes (2011). Se encuentra a 35 km de Alappuzha.

## Demografía
Según el censo de 2011 la población de Cheppad era de 20052 habitantes, de los cuales 9165 eran hombres y 10887 eran mujeres. Cheppad tiene una tasa media de alfabetización del 96,20%, superior a la media estatal del 94%: la alfabetización masculina es del 97,61%, y la alfabetización femenina del 95,02%.